# Filiazione legittima
La filiazione legittima è un istituto giuridico che appartiene a diversi ordinamenti statali. La filiazione legittima attribuisce un particolare status, quello di figlio legittimo, al soggetto che nasce in costanza di matrimonio. Essa fa sorgere, in capo a colui che dichiara la nascita di un figlio, in costanza di matrimonio, uno status parentale generatore di diritti e doveri reciproci fra genitori e figlio. Si contrappone alla filiazione naturale.

## Panoramica
La filiazione legittima è legata a doppio filo all'istituto matrimoniale. Essa muta i propri caratteri nel tempo e nello spazio proprio in ragione della differente concezione culturale dell'istituto matrimoniale.
Alcuni ordinamenti, anche di epoche storiche differenti, hanno attribuito al figlio legittimo notevoli privilegi, a discapito dei figli naturali, definiti illegittimi, se concepiti in assenza di matrimonio, o adulterini, se concepiti dal coniuge con un soggetto estraneo al vincolo matrimoniale. Tali vantaggi sono riconducibili sia a rapporti di carattere patrimoniale, sia di tipo familiare.
I differenti legislatori hanno utilizzato questo istituto al fine di subordinare l'instaurazione del rapporto di parentela con il figlio, alla celebrazione del matrimonio, sul presupposto che la nascita in costanza di matrimonio sia necessaria per costituire il rapporto di parentela (legale) tra figlio legittimo e genitori e, di conseguenza, con i parenti dei genitori. In forza di questa ratio alcuni ordinamenti accolgono un trattamento differenziato tra figli legittimi e figli naturali, escludendo questi ultimi dai diritti successori.
Ma l'orientamento prevalente negli ultimi decenni è quello di equiparare tra loro i figli nati nel matrimonio e i figli nati fuori del matrimonio.

## La filiazione legittima nei vari ordinamenti
L'istituto in oggetto presenta differenze da un ordinamento all'altro, per un approfondimento specifico si vedano le voci di seguito riportate.

### La filiazione legittima nell'ordinamento italiano
Nell'ordinamento italiano la legge n. 219/2012 ha modificato il codice civile, abrogando così le espressioni “figlio legittimo” e “figlio naturale”. Ciò ha introdotto un unico status giuridico di figlio escludendo che il rapporto che lega i genitori possa in qualunque modo influire sullo stato giuridico della prole che da tale legame è generata.